# La Selle-sur-le-Bied
La Selle-sur-le-Bied is een gemeente in het Franse departement Loiret (regio Centre-Val de Loire). De plaats maakt deel uit van het arrondissement Montargis. La Selle-sur-le-Bied telde op 1 januari 2022 1.131 inwoners.

## Geschiedenis
Op 1 maart 2019 werd de aangrenzende gemeente Saint-Loup-de-Gonois opgeheven en opgenomen in de gemeente La Selle-sur-le-Bied, die daarmee de status van commune nouvelle kreeg.

## Geografie
De oppervlakte van La Selle-sur-le-Bied bedroeg op 1 januari 2022 23,96 vierkante kilometer; de bevolkingsdichtheid was toen 47,2 inwoners per km².

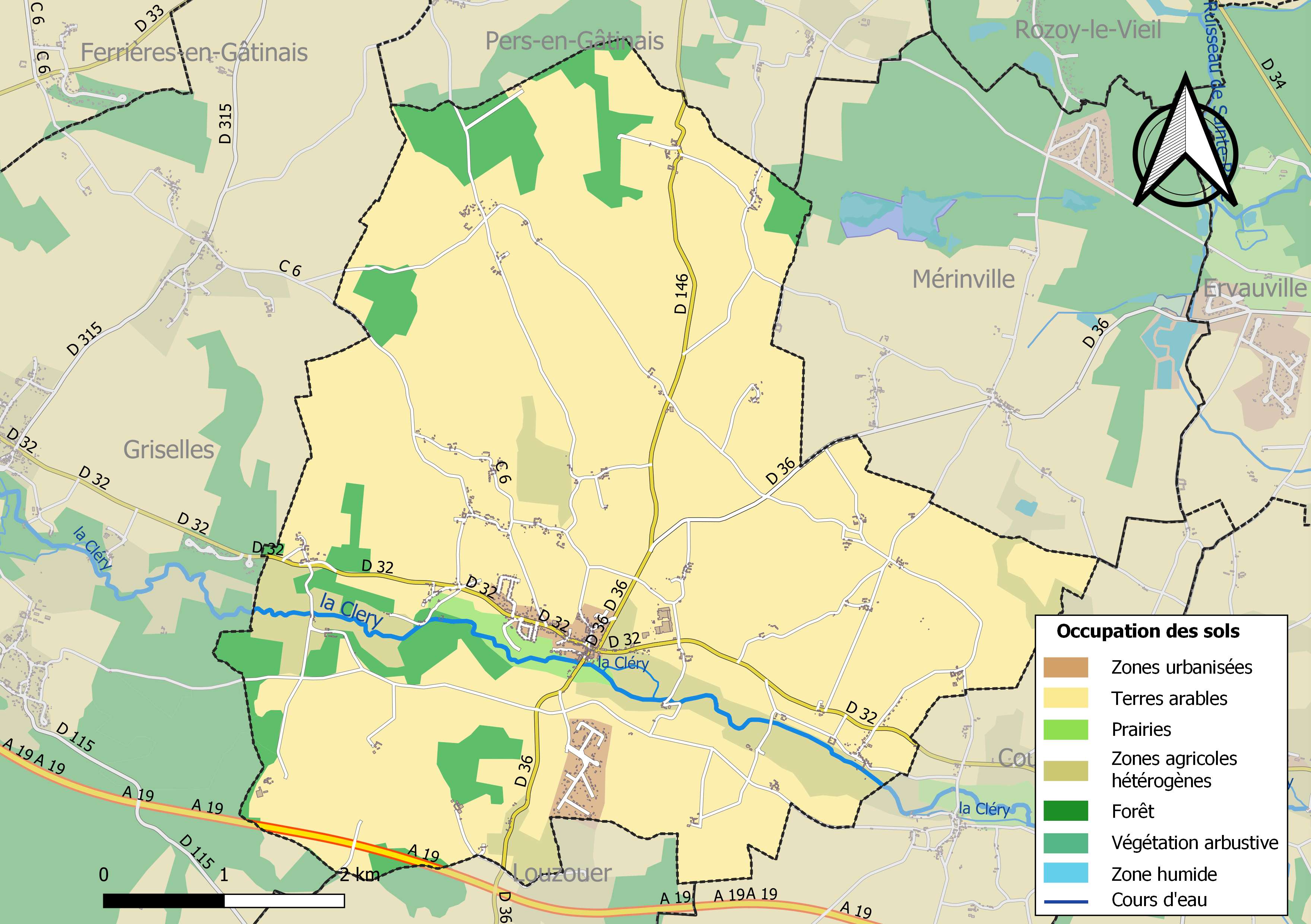
Kaart van de gemeente met de belangrijkste infrastructuur, bodemgebruik en omliggende gemeenten

## Demografie
Onderstaande figuur toont het verloop van het inwonertal (bron: INSEE-tellingen).